# Jason Mbote
Jason Mbote (5 januari 1977) is een Keniaanse atleet, die is gespecialiseerd in de lange afstand.

## Loopbaan
Op 4 mei 2003 won Mbote de 25 km van Berlijn in 1:15.07.
In 2005 werd hij met slechts één seconde achterstand (1:03.36) tweede in de halve marathon van Egmond achter zijn landgenoot Robert Cheboror. Aan het begin van de zomer was Mbote opnieuw succesvol in Nederland met het winnen van de halve marathon van Zwolle in 1:03.31. In oktober won hij vervolgens de Great Scottish Run in Glasgow (21,1 km) en werd hij tweede in de marathon van Frankfurt in 2:08.30.
In 2006 zegevierde Jason Mbote wederom in de halve marathon van Zwolle; zijn winnende tijd was nu 1:02.24. In het voorjaar van datzelfde jaar werd hij tweede in de marathon van Seoel en in het najaar won hij deze wedstrijd in 2:08.13.
In 2007 won Mbote de halve marathon van Zwolle voor de derde keer op rij, ditmaal in 1:02.52, werd hij vijfde in de marathon van Seoel en zesde in de marathon van Amsterdam in een persoonlijk record van 2:07.51.
Hoe goed Zwolle hem beviel bewees Mbote in 2009: voor de vierde keer was hij er het sterkst op de halve marathon, waarop hij nu 1:02.03 als winnende tijd liet noteren. De Keniaan is de enige die deze wedstrijd vier keer aan zijn zegekar bond.

## Persoonlijke records
| Onderdeel      | Prestatie | Datum             | Plaats    |
| -------------- | --------- | ----------------- | --------- |
| 10 km          | 27.52     | 2 juni 2007       | Groesbeek |
| 20 km          | 59.30     | 24 september 2006 | Berlijn   |
| halve marathon | 1:01.19   | 6 september 2009  | Glasgow   |
| 25 km          | 1:14.19   | 24 september 2006 | Berlijn   |
| 30 km          | 1:30.22   | 21 oktober 2007   | Amsterdam |
| marathon       | 2:07.37   | 16 maart 2008     | Seoel     |

## Palmares

### 10 km
- 2002:  Ko-Lauf in Düsseldorf - 28.47
- 2003:  Parelloop - 28.08
- 2003: 4e Wurzburger Residenzlauf in Würzburg - 28.12
- 2003:  Sevenaer Run in Zevenaar - 28.09
- 2004: 4e Parelloop - 28.25
- 2004:  Klap tot Klaploop in Stadskanaal - 29.29
- 2004: 4e Würzburger Residenzlauf - 28.38
- 2005: 4e Parelloop - 28.51
- 2005:  Zwitserloot Dak Run in Groesbeek - 28.52,9
- 2005:  Sevenaer Run in Zevenaar - 27.56
- 2006:  Zwitserloot Dak Run in Groesbeek - 28.31
- 2006:  Stadsloop Appingedam - 28.29,7
- 2007:  Zwitserloot Dak Run in Groesbeek - 27.51,2
- 2008:  Zwitserloot Dak Run in Groesbeek - 28.27,5
- 2009:  Stadsloop in Appingedam - 28.32,1
- 2009:  Stadsloop Appingedam - 28.32

### halve marathon
- 2002:  halve marathon van Tiberias - 1:05.32
- 2002:  Great Scottish Run - 1:03.14,7
- 2003:  Great Scottish Run - 1:01.49
- 2004:  halve marathon van Ein Gedi - 1:04.25
- 2004:  Great Scottish Run - 1:02.29,9
- 2005:  halve marathon van Egmond - 1:03.36
- 2005:  City-Pier-City Loop - 1:01.49
- 2005:  halve marathon van Zwolle - 1:03.31
- 2005:  Great Scottish Run - 1:03.03
- 2006: 7e halve marathon van Egmond - 1:04.37
- 2006:  halve marathon van Zwolle - 1:02.24
- 2006:  Great Scottish Run - 1:01.36
- 2007:  halve marathon van Zwolle - 1:02.53
- 2008: 4e halve marathon van Zwolle - 1:02.33
- 2008:  Great Scottish Run - 1:02.55
- 2009:  halve marathon van Zwolle - 1:02.04
- 2009:  Great Scottish Run - 1:01.19
- 2010:  Great Scottish Run - 1:01.58
- 2011: 4e Great Scottish Run - 1:02.44
- 2017: 10e halve marathon van Zwolle - 1:08.31

### marathon
- 2004: 17e marathon van Berlijn - 2:13.42
- 2005:  marathon van Frankfurt - 2:08.30
- 2006:  marathon van Seoel (lente) - 2:11.40
- 2006:  marathon van Seoel (herfst) - 2:08.13
- 2007: 5e marathon van Seoel (lente) - 2:10.32
- 2007: 6e marathon van Amsterdam - 2:07.51
- 2008:  marathon van Seoel (lente) - 2:07.37
- 2009: 4e marathon van Seoel - 2:10.38
- 2009: 12e marathon van Frankfurt - 2:11.30
- 2010:  marathon van Houston - 2:08.58
- 2010:  marathon van Linz - 2:13.20
- 2010: 5e marathon van Seoel - 2:09.04
- 2011: 6e marathon van Hannover - 2:11.23
- 2012: 13e marathon van Seoel - 2:11.29
- 2012: 6e marathon van Gyeongju - 2:09.16
- 2013: 9e marathon van Ottawa - 2:15.23,8
- 2013: 4e marathon van Seoel - 2:09.48
- 2014: 7e marathon van Oita - 2:12.44
- 2014: 4e marathon van Stockholm - 2:15.03

### Overige
- 2003:  25 km van Berlijn - 1:15.07
- 2007:  Zwitsersloot Dakrun